# 彼得·梅爾
彼得·梅爾（英語：Peter Mayle，1939年6月14日—2018年1月18日），英國作家，代表作《山居歲月》（A Year in Provence）。

## 生平
彼得·梅爾出生於英國，之後於美國紐約從事廣告文案。1980年代後期，彼得·梅爾和妻子移居到法國南部普羅旺斯。
1989年，彼得·梅爾將普羅旺斯的一年生活撰寫成《山居歲月》，獲得英國書卷獎年度最佳旅遊書，他成為全球知名作家。
2002年，彼得·梅爾獲頒法國國家榮譽軍團騎士勳章。

## 作品

### 散文
- 《重拾山居歲月》
- 《普羅旺斯A to Z》
- 《一個法國麵包師傅的告白》
- 《關於品味》
- 《法國盛宴》
- 《戀戀山城》

### 小說
- 《戀戀酒鄉》
- 《茴香酒店》
- 《追蹤塞尚》
- 《有求必應》
- 《一隻狗的生活意見》
- 《美酒犯罪》
- 《馬賽罪案》

## 外部連結
- Peter Mayle.com (unofficial)
- 互联网电影数据库（IMDb）上《A Year in Provence》的资料（英文）
- 互联网电影数据库（IMDb）上《A Good Year》的资料（英文）
- 彼得·梅爾在互联网电影资料库（IMDb）上的資料（英文）